# Pál Várhidi
Pál Várhidi (Budapest, 6 novembre 1931 – Budapest, 12 novembre 2015) è stato un allenatore di calcio e calciatore ungherese, di ruolo difensore.

## Carriera
Con la nazionale ungherese ottenne il bronzo alle Olimpiadi del 1960.

## Palmarès

### Giocatore

#### Club
- Campionato ungherese: 1

Újpest: 1959-1960

#### Nazionale
- Bronzo olimpico: 1

Roma 1960

### Allenatore

#### Competizioni nazionali
- Campionato ungherese: 3

Újpest: 1974-1975, 1977-1978, 1978-1979
- Coppa d'Ungheria: 1

Újpest: 1974-1975

#### Competizioni internazionali
- Coppa Piano Karl Rappan: 1

Újpest: 1978